# Wahlenbergia lobelioides
Wahlenbergia lobelioides là loài thực vật có hoa trong họ Hoa chuông. Loài này được (L.f.) Link miêu tả khoa học đầu tiên năm 1829.